# Estenelau
Segons la mitologia grega, Estenelau (en grec antic: Σθενέλας) va ser un rei d'Argos, fill de Crotop, i pertanyia a l'estirp de Forbant i Tríopas.
Al seu fill Gelanor, Dànau li va reclamar el tron d'Argos quan va arribar d'Egipte.